# Lluís Aymamí i Baudina
Lluís Aymamí i Baudina (Barcelona, 1899 – Mèxic, 1983) fou un periodista català. Va fer estudis primaris a Barcelona, on també fou membre d'una congregació dels Lluïsos. Inicialment treballà com a administratiu fins que va publicar a la secció d'esports de La Publicitat, dedicant-se des d'aleshores la periodisme professional. També va publicar a La Nau i La Humanitat. Durant la dictadura de Primo de Rivera milità a Acció Catalana, d'on el 1931 passà a ERC.
Durant els fets del sis d'octubre de 1934 fou l'únic periodista que va romandre al Palau de la Generalitat de Catalunya al costat del president Lluís Companys, raó per la qual fou detingut. El 1936 succeí Joaquim Ventalló i Vergés com a director de La Rambla, periòdic que col·laborà en la seva fundació, alhora que abandonava ERC per a militar en el PSUC.
Durant la guerra civil espanyola fou director de Suport, òrgan del Socors Roig Internacional, i durant els darrers mesos de la guerra dirigí Treball. En acabar la guerra marxà a Mèxic, on fou vocal de la Comunitat Catalana de Mèxic. El setembre de 1940 fou expulsat del PSUC per participar en una reunió fraccional i formà part del Moviment Social d'Emancipació Catalana. Col·laborà també a Endavant, òrgan del Moviment Socialista de Catalunya. Uns anys més tard, però, tornà al PSUC.
El 1942 va dirigir durant uns mesos El Poble Català, fou membre del patronat que organitzava els Jocs Florals de la Llengua Catalana a Mèxic. Després treballà com a redactor d'esports d'El Sol de México i presidí la Unió de Periodistes Catalans a Mèxic.
El seu fill Jordi Aymamí i Puig (Barcelona, 4 d'abril de 1925 - Mèxic, 1985) fou enviat a l'URSS durant la guerra civil espanyola. El 1946 es reuní a Mèxic amb la seva família. Ha treballat com a periodista a Excelsior i com a comentarista de temes internacionals a la televisió de Mèxic, on hi va morir de càncer.

## Obres
- Sacrifici. Idil·li en un acte (1923)
- Amb els braços oberts. Reportatge de l'Estatut (1932)
- Macià, trenta anys de política catalanista (1933)
- El sis d'octubre tal com jo l'he vist (1935)
- En memòria de Manuel González Alba (1978)